# راه کمانی
راه کمانی (انگلیسی: Arcuate fasciculus) دسته‌ای از آکسون‌ها است که عموماً ناحیه بروکا و ناحیه ورنیکه را در مغز به هم متصل می‌کند. در افراد لکنتی راه کمانی کسری دوطرفه دارد که در مقایسه با افراد غیرلکنتی به یک سوم یا بیشتر کاهش می‌یابد.